# فلاديمير كويش
فلاديمير كويش (مواليد 31 مارس 1936) هو لاعب كرة قدم. يلعب مع منتخب تشيكوسلوفاكيا لكرة القدم. سبق له أن لعب في كأس العالم لكرة القدم مع منتخب بلاده.

## روابط خارجية
- فلاديمير كويش على موقع الاتحاد الدولي (مؤرشف)  (الإنجليزية)
- فلاديمير كويش على موقع قاعدة بيانات كرة القدم.إي يو (الإنجليزية)
- فلاديمير كويش على موقع Soccerway.com (الإنجليزية)
- فلاديمير كويش على موقع عالم كرة القدم.نت (الإنجليزية)